# Merodon
Merodon is een vliegengeslacht uit de familie van de zweefvliegen (Syrphidae).

## Soorten
- M. aberrans Egger, 1860
- M. abruzzensis van der Goot, 1969
- M. aeneus Meigen, 1822
- M. affinis Gil Collado, 1930
- M. alagoezicus Paramonov, 1925
- M. albifrons Meigen, 1822
- M. albonigrum Vujic, Radenkovic & Simic, 1996
- M. alexeji Paramonov, 1925
- M. ambiguus Bradescu, 1986
- M. andalusiacus Paramonov, 1929
- M. annulatus (Fabricius, 1794)
- M. armipes Rondani, 1843
- M. aureus Fabricius, 1805
- M. auripes Sack, 1913
- M. auripilus Meigen, 1830
- M. avidus

Kegelnarcisvlieg (Rossi, 1790)
- M. bessarabicus Paramonov, 1924
- M. biarcuatus Curran, 1939
- M. bolivari Gil Collado, 1930
- M. caerulescens Loew, 1869
- M. caucasicus Portschinsky, 1877
- M. cinereus (Fabricius, 1794)
- M. clavipes (Fabricius, 1781)
- M. clunipes Sack, 1913
- M. constans (Rossi, 1794)
- M. crassifemoris Paramonov, 1925
- M. crymensis Paramonov, 1925
- M. chalybeatus Sack, 1913
- M. chalybeus Wiedemann in Meigen, 1822
- M. desuturinus Vujic, Simic & Radenkovic, 1995
- M. distinctus Palma, 1863
- M. dobrogensis Bradescu, 1982
- M. dzhalitae Paramonov, 1926
- M. elegans Hurkmans, 1993
- M. eques (Fabricius, 1805)
- M. equestris

Grote narcisvlieg (Fabricius, 1794)
- M. erivanicus Paramonov, 1925
- M. escalerai Gil Collado, 1929
- M. escorialensis Strobl, 1909
- M. femoratoides Paramonov, 1925
- M. femoratus Sack, 1913
- M. flavus Sack, 1913
- M. fractipes Paramonov, 1936
- M. funestus (Fabricius, 1794)
- M. geniculatus Strobl, 1909

- M. haemorrhoidalis Sack, 1913
- M. hamifer Sack, 1913
- M. hispanicus Sack, 1931
- M. kaloceros Hurkmans, 1993
- M. karadaghensis Zimina, 1989
- M. kiritschenkoi (Stackelberg, 1960)
- M. loewi van der Goot, 1964
- M. longicornis Sack, 1913
- M. lusitanicus Hurkmans, 1993
- M. manicatus Sack, 1938
- M. mariae Hurkmans, 1993
- M. minutus Strobl, 1893
- M. nanus Sack, 1931
- M. natans (Fabricius, 1794)
- M. nigritarsis Rondani, 1845
- M. parietum Wiedemann in Meigen, 1822
- M. planiceps Loew, 1862
- M. pruni (Rossi, 1790)
- M. rubidiventris Costa, 1884
- M. ruficornis Meigen, 1822
- M. rufipes Sack, 1913
- M. rufus

Kleine narcisvlieg Meigen, 1838
- M. segetum (Fabricius, 1794)
- M. spicatus Becker, 1907
- M. spinitarsis Paramonov, 1929
- M. splendens Hurkmans, 1993
- M. strobli Bradescu, 1986
- M. tener Sack, 1913
- M. teruelensis van der Goot, 1966
- M. testaceoides Hurkmans, 1993
- M. toscanus Hurkmans, 1993
- M. tricinctus Sack, 1913
- M. trochantericus Costa, 1884
- M. unguicornis Strobl, 1909
- M. vandergooti Hurkmans, 1993
- M. velox Loew, 1869